# Wawrzyniec Kasprzykowski
Wawrzyniec Kasprzykowski (ur. ok. 1840, działał do 1900) – polski aktor i dyrektor teatrów prowincjonalnych oraz warszawskich teatrów ogródkowych.

## Kariera aktorska
W latach 1865–1866 występował w Radomiu. W kolejnych latach występował w zespołach teatrów prowincjonalnych: Aleksandra Carmantranda (1869), Henryka Modzelewskiego (1870), Józefa Gaweckiego (1872), Aleksandra Bucholtza (1874) i Eugeniusza Majdrowicza (1898-1900), a także w warszawskich teatrach ogródkowych: "Tivoli", "Orfeum", "Figaro" i "Czyste". W 1881 r. występował w zespole działowym w Opolu Lubelskim. Zagrał m.in. role: Giorgia (Rinaldo Rinaldini) i Hrabiego (Okno na pierwszym piętrze).

## Zarządzanie zespołami teatralnymi
W 1868 r. stał na czele zespołu, wraz z którym występował w warszawskim teatrze ogródkowym "Orfeum". W latach 1876–1878 kierował wędrownym zespołem teatralnym, z którym występował w: Piątku, Poddębicach, Puławach, Mszczonowie, Krasnymstawie, Lubartowie, Radzyniu i Płońsku, a także w warszawskich teatrach ogródkowych: "Arkadia" i "Nowy Antokol". W repertuarze zespołu Wawrzyńca Kasprzykowskiego znalazły się m.in. takie sztuki jak: Lokaj w zalotach, Apetyt i zaloty, Dawne grzechy, Pokątny doradca, Trafiła kosa na kamień, Bartos spod Krakowa, Icek zapieczętowany, Qui pro quo, Stach i Zośka, Wojna z kobietą i Marcowy kawaler.

## Rodzina
Jego brat Jan Janowski (właśc. Kasprzykowski) był aktorem teatralnym.